# Squamura
Squamura is een geslacht van vlinders van de familie van de Metarbelidae. De wetenschappelijke naam en de beschrijving van dit geslacht werden voor het eerst in 1890 gepubliceerd door Franciscus J. M. Heylaerts.
De soorten van dit geslacht komen voor in Zuidoost-Azië.

## Soorten
- Squamura acutistriata (Mell, 1923)
- Squamura celebensis Roepke, 1957
- Squamura disciplaga (Swinhoe, 1901)
- Squamura maculata Heylaerts, 1890
- Squamura roepkei Holloway, 1982
- Squamura tenera Roepke, 1957